# André Santos Siqueira
André Santos Siqueira (San Paolo, 4 maggio 1976) è un ex giocatore di calcio a 5 brasiliano.

## Carriera
Con la nazionale brasiliana ha disputato il FIFA Futsal World Championship 2000 in cui la selezione sudamericana, qualificata come campione continentale, ha perso la finale per 4-3 in favore della Spagna.